# Numa Morikazu

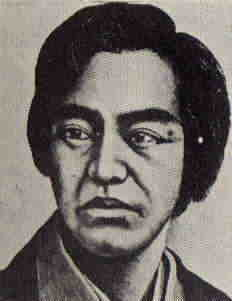
Numa Morikazu

Numa Morikazu (japanisch 沼間 守一; geb. 21. Januar 1844 in Edo; gest. 17. Mai 1890) war ein japanischer Politiker und Journalist während der Meiji-Zeit.

## Leben und Werk
Numa Morikazu, Sohn eines Samurai, studierte in Edo, Yokohama und in Nagasaki Chinesische Klassiker und westliches Wissen. 1865 begann er eine Ausbildung an der Militärschule des Bakufu, für das er dann im Boshin-Krieg kämpfte. Er stand aber auch einigen Mitgliedern der neuen Regierung nahe, studierte von 1872 bis 1873 Rechtswissenschaft in England und arbeitete dann in den Finanz- und Justizministerien, also auch im Genrōin als Richter.
Mit dem gleichaltrigen Kōno Togama (1844–1895) organisierte er eine Gruppe, die das Rechtswesen studierte und sich mit der Freiheit der Meinungsäußerung befasste. Diese Gruppe nannte sich ab 1877 „Ōmeisha“. – Numa verließ 1879 die Ministerien, als Beamten politische Diskussionen untersagt wurden, und wurde ein aktiver Kämpfer für die Bürgerrechte. Er setzte sich ein für niedrigere Steuern, die Verkündung einer Verfassung und für die Einrichtung eines Reichstags. 
Numa wurde Präsident der Zeitung „Tōkyō Yokohama Mainichi“. Er stand in Kontakt mit der Partei Jiyūtō, aber er stand den Gründern der Partei Rikken Kaishintō näher, innerhalb der die Ōmeisha ein wichtiges Element wurde. Er war eine führende Figur in der Partei, selbst nachdem Ōkuma zurückgetreten war. Von 1879 bis 1890 war Numa Mitglied der Präfekturversammlung Tokios.